# Рахново (Московская область)
Рахново — деревня в Лотошинском районе Московской области России.
Относится к Ошейкинскому сельскому поселению, до реформы 2006 года относилась к Ошейкинскому сельскому округу.

## География
Расположена в окружении лесов примерно в 14 км к северо-востоку от районного центра — посёлка городского типа Лотошино. Ближайшие населённые пункты — деревни Котляково и Андрейково.

## Исторические сведения
До 1929 года входила в состав Ошейкинской волости 2-го стана Волоколамского уезда Московской губернии.
По сведениям 1859 года в деревне было 15 дворов, проживало 37 человек (18 мужчин и 19 женщин), по данным на 1890 год число душ мужского пола составляло 55.
По материалам Всесоюзной переписи населения 1926 года в деревне проживало 263 человека (132 мужчины, 131 женщина), насчитывалось 55 хозяйств, располагался сельсовет.

## Население
| 1852 | 1859 | 1926 | 2002 | 2006 | 2010 |
| ---- | ---- | ---- | ---- | ---- | ---- |
| 35   | ↗37  | ↗263 | ↘0   | →0   | →0   |